# Kyaunggon
Kyaunggon är en kommun i Myanmar.   Den ligger i regionen Ayeyarwady, i den södra delen av landet, 300 km söder om huvudstaden Naypyidaw. Antalet invånare är 170 664.